# Ishvara

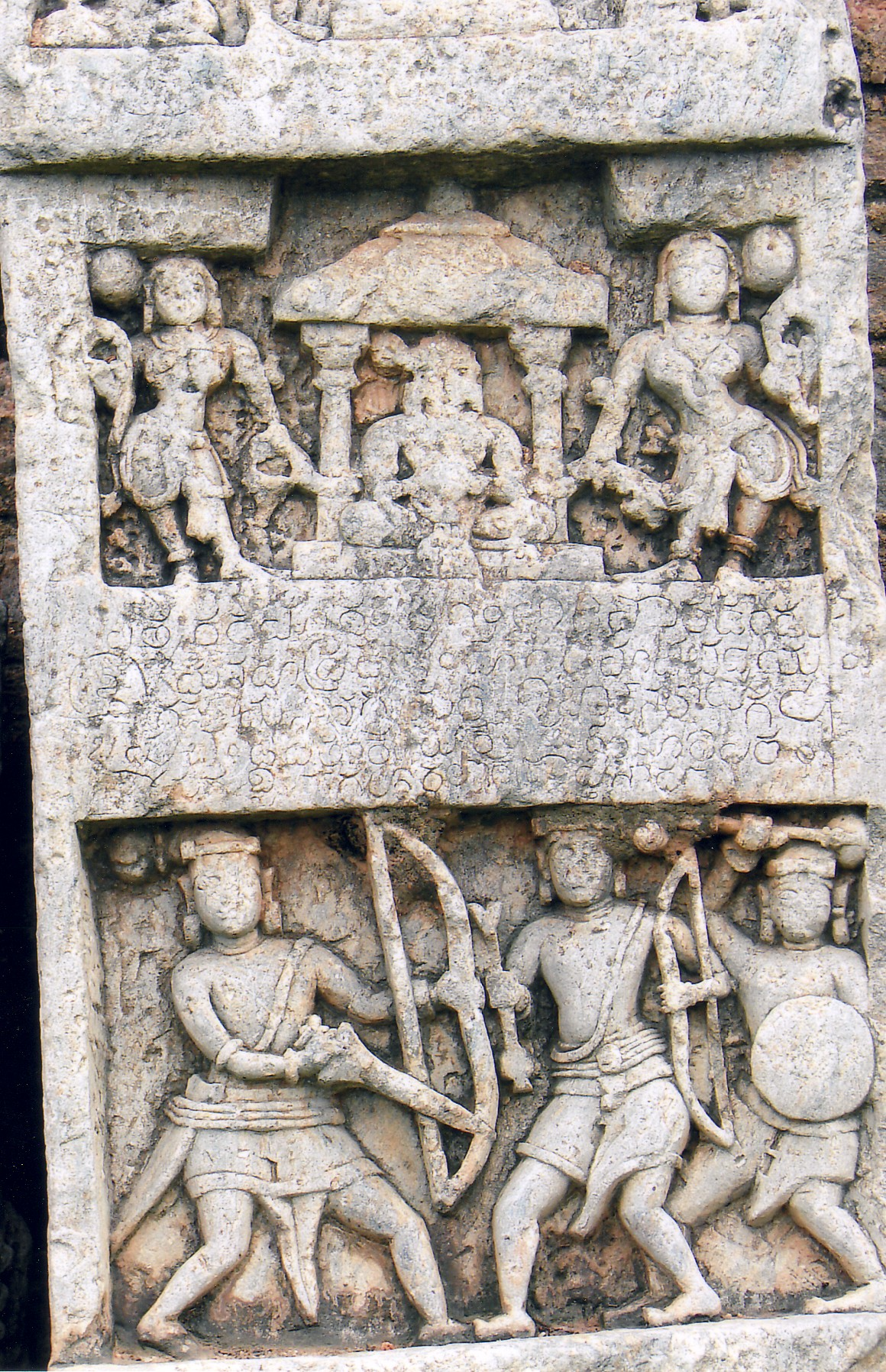
Steen met inscripties, Ishvara tempel (India)

Ishvara of Iishvara (Sanskriet: de bestuurder van alle bestuurders) is een filosofisch concept voor God in het hindoeïsme in de betekenis van het Wezen dat de associatie van alle deeltjes in het universum bestuurt door Zijn controle over de Kosmische Geest, waarin de materie een projectie is.

## Oorsprong
Dit concept is afkomstig van de Indiase ("Afghaanse") filosoof Maharshi Kanada die de stichter is van de Vaisheshika Darshana die voorafging aan de Mimamsa School. Kanada bedacht dat aan ieder gevolg een al of niet bekende oorzaak vooraf moet gaan. Hij liet echter in het midden wat de precieze rol van Ishvara is in relatie tot de schepping, waardoor ook de relatie tussen het individu en God onduidelijk bleef en er feitelijk sprake is van een dualistische visie (de bestuurder en het bestuurde blijven gescheiden, God kan niet gerealiseerd worden).
Omdat volgens latere scholen Ishvara wel nauw geassocieerd is met de schepping, wordt Ishvara ook gebruikt als meer algemene aanduiding van een bepaalde persoonlijke manifestatie van God zoals bijvoorbeeld Shiva of Krishna (zie ook: Ishta Deva).

## Ishvara en Saguna Brahma
Ishvara wordt weleens gelijkgesteld met Saguna Brahma, het aspect van Brahma (God) dat guna's (kwaliteiten) heeft en geassocieerd is met het universum in tegenstelling tot Nirguna Brahma die voorbij de (zonder) guna's is, maar waarin Saguna Brahma als het ware drijft als een ijsberg in een oneindige oceaan. Die gelijkstelling met Saguna Brahma is echter omstreden omdat het idee dat de gehele Saguna Brahma, waarin het universum besloten ligt (als avatara) zou kunnen incarneren in een menselijk lichaam (als Ishvara) een logische tegenstrijdigheid in zich draagt.